# Sân bay quốc tế Tào Gia Bảo Tây Ninh
Sân bay quốc tế Tào Gia Bảo Tây Ninh (tiếng Trung: 西宁曹家堡机场, bính âm: Xining Caojiabu) là một sân bay (cảng hàng không, phi trường) ở Tây Ninh, Thanh Hải, Cộng hòa Nhân dân Trung Hoa (IATA: XNN, ICAO: ZLXN). Sân bay toạ lạc cách thành phố 29 km về phía đông và bắt đầu hoạt động từ ngày 25 tháng 5 năm 1999. Sân bay đang được nâng cấp nhà ga và đường băng.

## Các hãng hàng không và tuyến bay
- Air China (Bắc Kinh, Thành Đô, Ürümqi)
- China Eastern Airlines (Golmud, Thượng Hải-Hồng Kiều, Tây An)
- China Southern Airlines (Bắc Kinh, thành phố Trường Sa, Đại Liên (theo mùa), Quảng Châu, Ninh Ba, Thượng Hải-Hồng Kiều, Thái Nguyên (theo mùa), Ürümqi, Tây An, Trịnh Châu)
- Hainan Airlines (Bắc Kinh, Phúc Châu, Tây An, Hạ Môn)
- Shanghai Airlines (Thượng Hải-Hồng Kiều, Tây An)
- Shenzhen Airlines (Thâm Quyến, Hong Kong)
- Sichuan Airlines (Thành Đô, Trùng Khánh, Côn Minh)